# Consolación del Sur
Consolación del Sur (« Consolation du Sud ») est une ville et une municipalité de Cuba dans la province de Pinar del Río.

## Géographie

### Situation
La ville de Consolación del Sur est située à 145 km sud-ouest de La Havane et 25 km nord-est de sa capitale de province Pinar del Río. 
La municipalité s'étend jusqu'au golfe de Batabanó au sud.

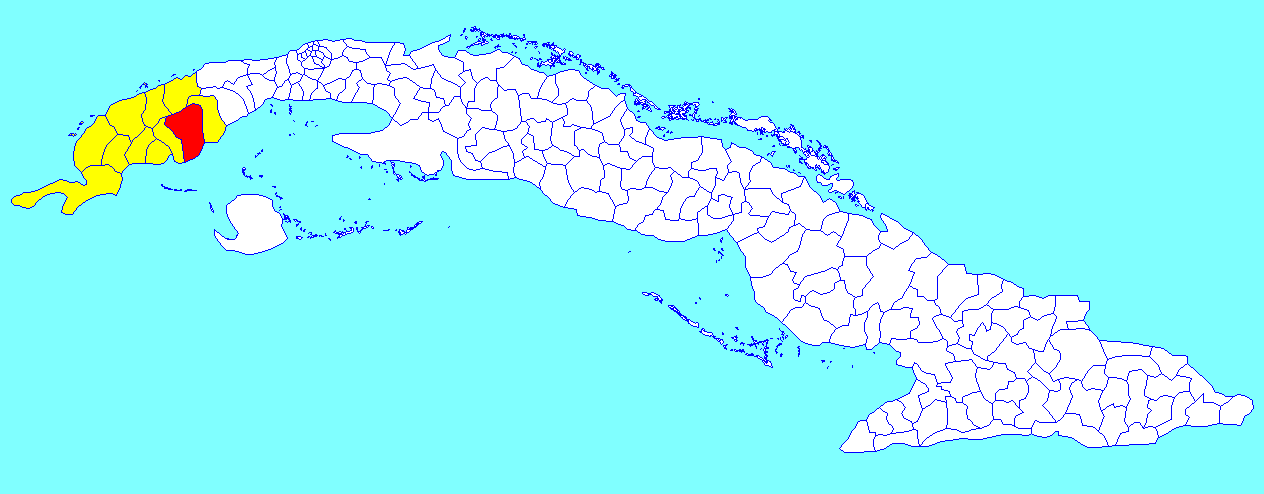
Municipalité de Consolación del Sur dans la province de Pinar del Río

### Divisions administratives

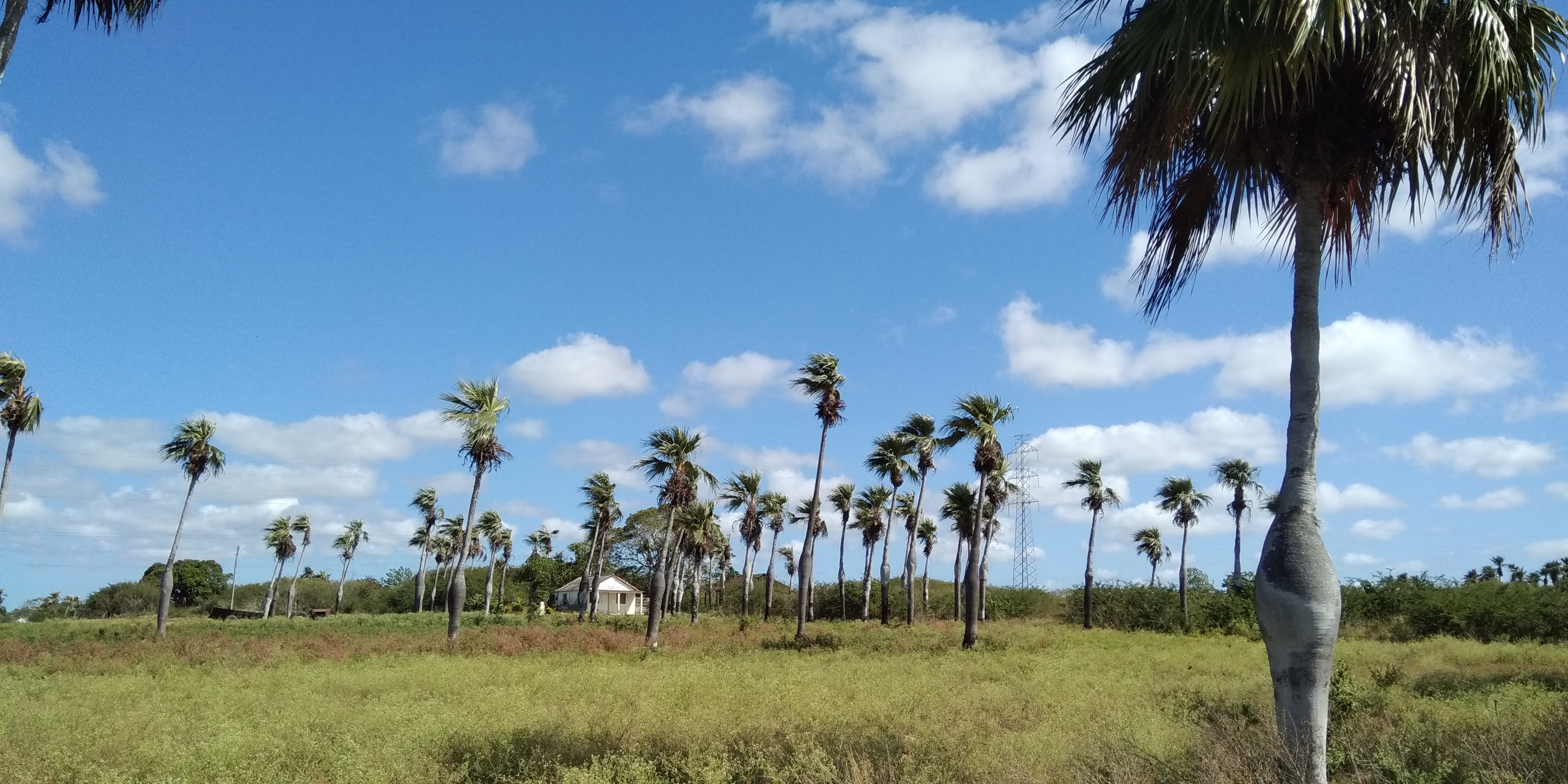
Paysage typique à palmiers Colpothrinax wrightii entre Herradura et Consolación del Sur.

La municipalité inclut 13 consejos populares :
- Villa I
- Villa II
- Pueblo Nuevo
- Cayo Largo
- Arroyo de Agua
- Crucero de Echevarría
- El Canal
- Entronque de Herradura (en)
- Herradura
- Entronque de Pilotos
- Pilotos
- Puerta de Golpe
- Alonso Rojas

La municipalité inclut aussi le village de San Diego de los Baños.

## Population
En 2022 la population de la municipalité est estimée à 86 859 habitants. Pour une surface de 1,112 km2, la densité est de 78,21 habitants/km².

## Personnalités nées à Consolación del Sur
- Juan Miranda, joueur de baseball, né en 1983

## Jumelages
- Utrera (Espagne)